# Alfio Ferlito

La cosiddetta "strage della circonvallazione"

Alfio Ferlito (Catania, 1946 – Palermo, 16 giugno 1982) è stato un mafioso italiano, boss di Cosa nostra, morto nella strage della circonvallazione.

## Biografia
Cugino di primo grado di Giuseppe Ferlito, consigliere comunale della DC e poi assessore ai lavori pubblici del comune di Catania, controllava il racket del quartiere San Cristoforo. All'età di 17 anni si macchiò del suo primo omicidio: nel corso di una banale lite, massacrò uno studente universitario a colpi di trincetto. Nel 1976 fu nuovamente arrestato perché ritenuto uno degli assassini di Salvatore Lezzi, ucciso in un agguato perché appartenente al clan dei Cursoti.
Originariamente vicino al boss Giuseppe Calderone, dopo l'uccisione di quest'ultimo da parte dei Corleonesi, Ferlito ne raccolse l'eredità diventando uno dei più potenti boss della mafia catanese e dichiarò "guerra" al suo principale avversario, Nitto Santapaola. Mentre Santapaola era un forte alleato dei Corleonesi, Ferlito era vicino ai boss della "mafia perdente" quali Stefano Bontate, Salvatore Inzerillo e Gaetano Badalamenti. Ferlito venne infine catturato nel novembre 1981 a Milano, con un carico di una tonnellata di hashish nascosto in un camion, e recluso nel carcere di Enna.
Nel corso della sanguinosa faida tra i suoi fedelissimi e quelli di Nitto Santapaola, in cui si può inquadrare l'omicidio del maresciallo dei carabinieri Alfredo Agosta (assassinato il 18 marzo 1982 dagli uomini di Ferlito perché si trovava in compagnia del suo confidente Rosario Romeo, uomo di Santapaola) e che culminò nella strage di via dell'Iris, nel quartiere San Giorgio a Catania (sei morti e cinque feriti), Ferlito venne ucciso mentre veniva trasferito dal carcere di Enna a quello di Trapani, in occasione della cosiddetta "strage della circonvallazione". Al Maxiprocesso di Palermo, Santapaola venne condannato come mandante della strage mentre una sentenza della Corte d'assise di Palermo del settembre 1995 ha condannato alcuni membri della cupola mafiosa di Palermo, che avrebbero organizzato l'eccidio su richiesta dello stesso Santapaola.
L’uccisione del boss creò una frattura insanabile: il “delfino” di Ferlito, Salvatore Pillera (detto "Turi cachiti"), raccolse i fedelissimi del suo “padrino” e fuoriuscì da Cosa nostra catanese fondando un gruppo malavitoso autonomo, in cui spiccavano il futuro giovane capomafia Salvatore Cappello e Giuseppe Sciuto detto “Tigna”.